# Parantica hebridesia
Parantica hebridesia är en fjärilsart som beskrevs av Butler 1875. Parantica hebridesia ingår i släktet Parantica och familjen praktfjärilar. Inga underarter finns listade i Catalogue of Life.